# Simple Query Interface
 (septembre 2023).
 (septembre 2023).
Simple Query Interface est l’un des standards émergeant[Quand ?] pour l’interopérabilité entre les plates-formes de formation en ligne.